# Jordan Emanuel
Jordan Emanuel (Baltimore, 17 de abril de 1992) es una modelo, periodista y filántropa estadounidense. Fue Playmate del Año de Playboy en 2019, del mes de diciembre en 2018, así como Miss Black America ese mismo año. Es la segunda playmate afroamericana que consigue el título anual después de Ida Ljungqvist en 2009.

## Carrera
Natural del estado de Baltimore, se crio en Basking Ridge (Nueva Jersey). Tras estudiar en el Hun School de Princeton, se graduó en la Universidad de Miami, con una triple especialización en periodismo radiofónico, negocios de la música e historia del arte. Después de graduarse, se mudó a Nueva York y siguió una carrera en periodismo y "dando vida a las imágenes y convirtiendo ideas en videos y contenido digital que invitan a la reflexión", contribuyendo con piezas y artículos a medios como Hollywood Life o Bossip. Comenzó a modelar por capricho, publicando "25 Days of Jordan" consecutivamente en las redes sociales, en celebración de su 25 cumpleaños. Ha modelado para marcas como Rimmel, Cover Girl y Good American.
Su historia y carrera profesional, de modelaje y periodismo, así como hábitos y gustos, han sido objeto de reportajes para magacines y de difusión en portadas de revistas como Ebony, Bossip, Business Insider o E! Online, entre otros.

## Filantropía
Es cofundadora de la organización sin fines de lucro Women With Voices, que brinda espacios y recursos comunitarios de apoyo para las mujeres. Women with Voices es una organización sin fines de lucro adscrita como Organización 501(c)(3), de empoderamiento de mujeres, con sede en Brooklyn (Nueva York).